# Казалетто-Чередано
Казалетто-Чередано (італ. Casaletto Ceredano) — муніципалітет в Італії, у регіоні Ломбардія,  провінція Кремона.
Казалетто-Чередано розташоване на відстані близько 450 км на північний захід від Рима, 37 км на південний схід від Мілана, 39 км на північний захід від Кремони.
Населення — 1187 осіб (2014).

Щорічний фестиваль відбувається четвертої неділі жовтня. Покровитель — Sant'Orsola.

## Демографія
Населення за роками:

Станом на 1 січня 2023 року в муніципалітеті офіційно проживало 69 іноземців з 12 країн, серед них 31 громадянин країн Євросоюзу та 10 громадян України.

## Сусідні муніципалітети
- Аббадія-Черрето
- Каперньяніка
- Кавенаго-д'Адда
- К'єве
- Кредера-Рубб'яно